# Radim Cepek
Radim Cepek (* 6. Dezember 1975 in Havířov) ist ein tschechischer Unihockeyspieler und -trainer. Er ist wohl der bekannteste tschechische Unihockeyspieler und mit 127 Spielen (72 Tore und gleich viele Assists) Rekordinternationaler seines Landes. 2010 wurde er vom schwedischen Unihockeymagazin «Innebandymagazine» als einziger Nicht-Skandinavier in einer Top-Ten-Rangliste zum fünftbesten Spieler der Welt gekürt.

## Karriere
Cepek wurde am 6. Dezember 1975 in Havířov in der Tschechoslowakei geboren. Er wuchs in einer sportlichen Familie auf, sein Vater Zdeněk Cepek spielte Eishockey bei AZ Havířov, wurde später deren Trainer und 2010 in die Hall of Fame des Vereins aufgenommen. Auch seine Cousins und sein Onkel spielten Eishockey und seine jüngere Schwester Susan Cepek machte zuerst Leichtathletik und spielte später ebenfalls für Tatran Střešovice Unihockey in der höchsten tschechischen Liga. Auch Radim Cepeks Weg begann mit Eishockey, dass er mit 5 Jahren zu spielen begann. Er besuchte eine spezielle Primarschule, neben der er fünf Mal in der Woche trainieren konnte. Er durchlief dabei den gesamten Nachwuchs des AZ Havířov und wechselte erst 1987 mit 17 Jahren zum Unihockey, was zu dieser Zeit in Tschechien entstand. Unihockey lernte er in Ostrava kennen, wo er von 1990 bis 1994 eine Hochschule für Maschinenbau (Střední průmyslová škola stavební Ostrava) besuchte und dort das erste Mal mit dem neuen Sport in Berührung kam und zu trainieren begann. Ein anschließendes, 1996 begonnenes, Studium an der Technischen Universität Ostrava brach er zwei Jahre später ab.
1993 gründete er zusammen mit seinem Freund Ondřej Vašíček den Unihockeyverein Dream Team Ostrava, mit dem er 1993/94 an den ersten tschechischen Unihockeymeisterschaften teilnahm, die dazumals noch zehn Mannschaften umfasste. Die Mannschaft schloss die erste Saison auf dem zweiten Platz ab. Auch in den kommenden zwei Saisons verpasste das Team den Titelgewinn jeweils nur knapp, in der letzten Saison unter dem neuen Namen FBC Ostrava. Zum Abschluss seiner Zeit in Ostrava war er auch bei der ersten Austragung der Unihockey-Weltmeisterschaften im Jahr 1996 Teil des tschechischen Nationalkaders und bestritt zuvor auch die beiden Europameisterschaften 1994 und 1995.
Danach wechselte er zum tschechischen Großverein TJ Tatran Střešovice nach Prag. Dort verlor er beim ersten Mal durchgeführte Playofffinale und musste sich wiederum mit dem zweiten Platz begnügen. Erst 1998 war der Fluch der zweiten Plätze besiegt und er konnte 1998 seinen ersten Meistertitel feiern. Danach startete Cepek seine internationale Karriere, zuerst mit einem einjährigen Ausflügen in die zweite schwedische Liga zum IBF Tranas, wonach er wieder zu Střešovice zurückkehrte. Zurück in Prag beendete er ein weiteres Mal die Meisterschaft auf dem zweiten Platz und wechselte nach wenigen Spielen in der neuen Saison erneut nach Schweden. Diesmal ging er zum Växjö IBK und spielte damit als erster Tscheche in der Elitserien, der höchsten schwedischen Liga. Die Mannschaft beendete die Meisterschaft jedoch auf dem 15. Platz und stieg damit an. Cepek selbst kehrte ein zweites Mal aus Schweden zu Tatra Střešovice, mit denen er in der Saison 2001/02 seinen zweiten Meistertitel holte. In den Jahren 2001, 2002 und 2003 wurde er zum tschechischen Unihockeyspieler des Jahres gewählt.
2002 wechselte der Center in die Schweiz zum HC Rychenberg Winterthur, wo er bereits in seiner ersten Saison zum Topscorer der Nationalliga A avancierte. In Winterthur blieb Cepek vier Jahre lang und erzielte für sein Team insgesamt 111 Tore, konnte jedoch nie einen Meistertitel gewinnen. Ab der zweiten Saison arbeitete er ebenfalls als Assistenztrainer und in der letzten Saison war er Spielertrainer, jedoch noch nicht Cheftrainer des Teams. Während seiner ersten Winterthurer Zeit gewann er an der WM 2004 zusammen mit der Nationalauswahl Silber. Nach vier Jahren wechselte er als Spielertrainer zuerst für eine Saison zum 1. Liga-Verein UHC Dietlikon und heuerte danach – nach gescheiterten Vertragsverhandlungen mit Winterthur – für eine Saison zum Zweitligisten UHC Waldkirch-St.Gallen, mit denen er den Aufstieg in die Nationalliga A meisterte. Danach kehrte er zurück nach Winterthur, wo er das Team als Spielertrainer während zweier Jahre führte. Dort wurde er nach einer erfolgreichen Saison 2009/10, bei denen er Winterthur ins Playofffinale führte, zum «Coach des Jahres» gewählt. Nach diesem Erfolg wechselte der Tscheche zu GC.
Noch im Jahr seines Wechsels zu GC wurde er dann überraschend nicht mehr für das Kader der Unihockey-WM 2010 nominiert, was der Star des tschechischen Nationalteams, der bis dahin an allen sieben Austragungen der Weltmeisterschaften teilgenommen hatte, gar nicht verstand und schließlich als Konsequenz aus diesem Ereignis GC nach nur einem halben Jahr aufgrund von «Motivationsproblemen» wieder verließ und in sein Heimatland zurückkehrte.
Zurück in Tschechien wurde er dann neuer Trainer des Erstligisten Chodov Prag, in dessen Frauenteam auch seine Ehefrau und Unihockeyspielerin Magdalena Cepek-Žižková spielte. Als dann zwei Jahre nach seiner Nichtberufung die tschechischen Nationalelf bei der darauffolgenden Weltmeisterschaft in der Schweiz nur auf dem 7. Platz beendete, wurde Cepek zum neuen Nationaltrainer ernannt und wurde dadurch Ersatz von Tomáš Trnavský, der ihn zwei Jahre zuvor aus der Nationalmannschaft ausschloss. Cepek hat im Frühling 2015 angekündigt, dass er noch bis zur WM 2018 in Tschechien Nationaltrainer bleiben will. Als Teil dieser Vereinbarung kann er auch wieder Trainer eines tschechischen Erstligisten werden.  Nach der Weltmeisterschaft 2016 in Riga, welche für das Tschechische Nationalteam ohne Medaille endete, gab Cepek seinen Rücktritt bekannt. In Chodov konnte er als Spielertrainer in der Saison 2012/13 den Cup gewinnen und erreichte auch den Playofffinal, der jedoch verloren ging. Nach diesem Erfolg beendete er seine Spielerkarriere und war nur noch als Coach tätig. Cepek verließ Chodov im Sommer 2016 und ist neu Trainer von FBC Start98 Prag.
2017 wurde Cepek Trainer der U21-Mannschaft von Zug United.